# Kostel svatého Jana Křtitele de la Salle
Kostel svatého Jana Křtitele de la Salle (fr. Église Saint-Jean-Baptiste-de-La-Salle) je katolický farní kostel v 15. obvodu v Paříži, v ulici Rue Falguière. Kostel je zasvěcený svatému Janu Křtiteli de la Salle.

## Vybavení
Vitráže zobrazují život Jana Křtitele de la Salle, jejich autorem je Jacques-Charles Champigneulle. Hlavní oltář byl vysvěcen v roce 1936 a obsahuje ostatky svaté Marie Magdalény Postelové.